# Dreifaltigkeitskapelle (Geiselwind)

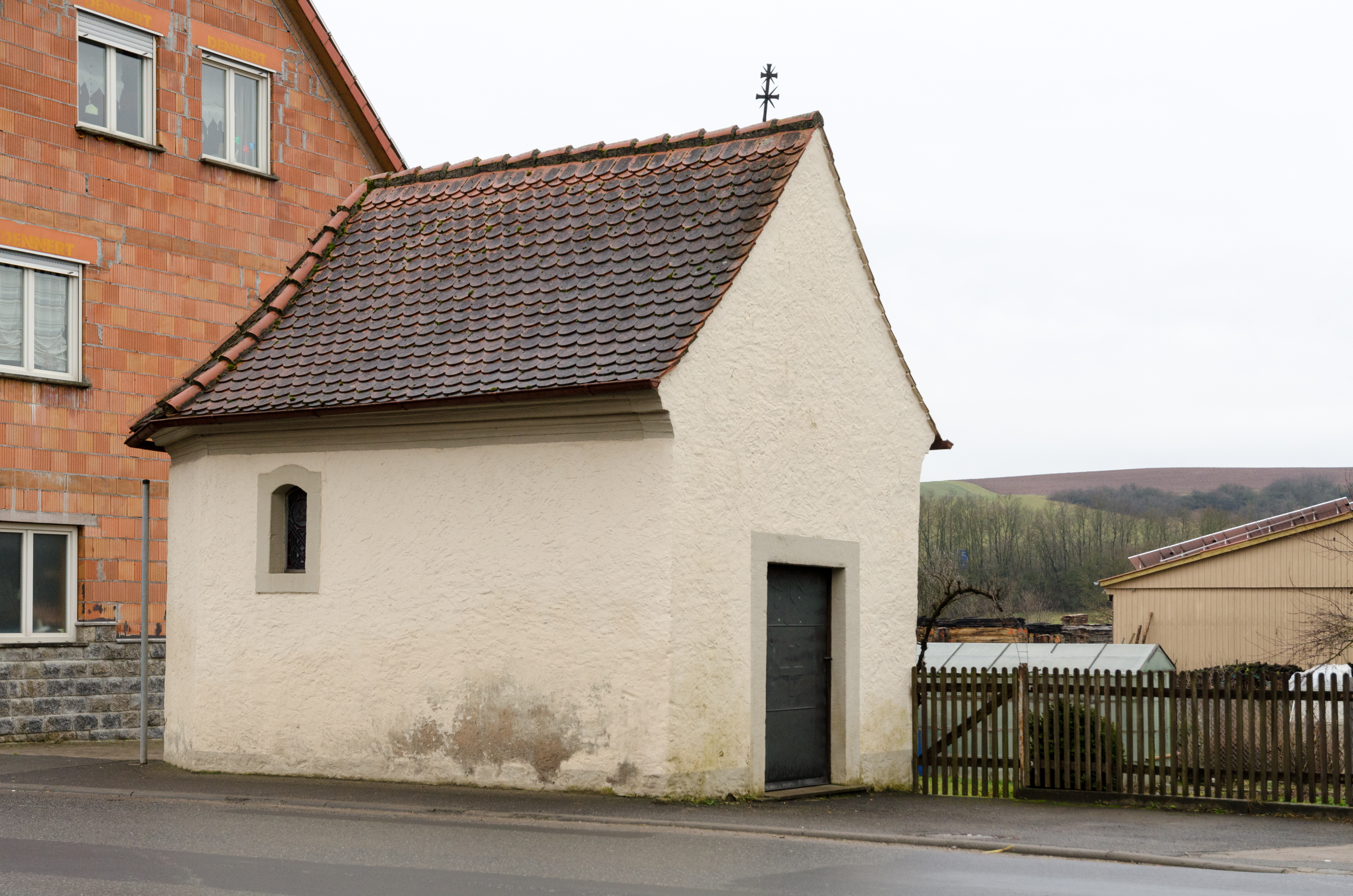
Die Dreifaltigkeitskapelle an der Schlüsselfelder Straße

Die Dreifaltigkeitskapelle im unterfränkischen Markt Geiselwind ist ein kleines katholisches Gotteshaus. Es steht an der Schlüsselfelder Straße im Osten des mittelalterlichen Altortes. Die Kapelle entstand im gleichen Jahr wie ihr Pendant, die Marienkapelle im Westen des Ortes.

## Geschichte
Die Dreifaltigkeitskapelle wurde im Jahr 1723 vom Bürger Franz Peter Stöckinger gestiftet. Sie war der erste Bau außerhalb der mittelalterlichen Dorfmauer und stand vor dem östlichen Tor. Im Jahr 1906 wurde die Baulast des Gotteshauses an die Gemeinde weitergegeben. Jedes Jahr zog die Gemeinde an mehreren Festen in einer Prozession vor die Kapelle. Erst in den 1980er Jahren wurden die Prozessionen aufgrund des zunehmenden Verkehrs eingestellt.
Die Kapelle ist vom Landesamt für Denkmalpflege in der Bayerischen Denkmalliste unter der Aktennummer D-6-75-127-18 als Baudenkmal eingeordnet.

## Beschreibung
Die Kapelle ist ein kleiner Saalbau. Sie schließt mit einem Walmdach ab und hat einen polygonen Chor. Zwischen Dach und Baukörper vermittelt ein Gesims zwischen beiden Bauteilen. Durchlichtet wird die Anlage von zwei kleinen Rechteckfenstern auf Chorhöhe. Das Gotteshaus ist geostet. Oberhalb des Westportals ist ein doppeltes Kruzifix angebracht.